# Léon Sasserath
Léon Sasserath (Namur, le 22 avril 1881 - Dinant, le 1er octobre 1958) est un homme politique belge et militant wallon qui fut échevin de Dinant (1914-1921), bourgmestre (1927-1936 et 1947-1956), conseiller provincial de Namur (1925-1935), vice-président du conseil provincial (1929-1933), et sénateur (1935-1946).
Il patronne le premier congrès de la Concentration wallonne  en 1930, devient membre du comité d’honneur de la Fédération des Universitaires wallons en 1933, représente l'Arrondissement administratif  de Dinant à l'Assemblée wallonne. Il fut également membre du comité d’honneur du premier Congrès culturel wallon  (Charleroi, 1938).  Dans le cadre du Groupement des Avocats de Langue française il lutta de 1934 à 1940 contre les projets de loi du ministre Eugène Soudan, en matière d'emploi des langues dans la Justice. Il présida également la réunion de l'Entente Libérale wallonne qui exigea le 5 février 1939, la démission des trois ministres libéraux (dont Émile Jennissen), à la suite de l'affaire provoquée par la nomination d'Adriaan Martens à l'Académie flamande de médecine. Personnalité représentative de la tendance unioniste (ou antifédéraliste), du Mouvement wallon avant 1940, Léon Sasserath siégea au Congrès national wallon de 1945 dont il ne désavoua pas le vote en faveur du fédéralisme puisqu'on le retrouve comme membre du Comité de patronage du Congrès national wallon de 1947, année au cours de laquelle il déclara que la fédération de Dinant de l'Entente libérale wallonne s'était ralliée au fédéralisme. Un quai de Dinant longeant la Meuse sur sa rive droite juste en aval du Pont Charles-de-Gaulle porte son nom, le Boulevard Sasserath.